# Houmura uta
Houmura uta (葬ラ謳 , övers. Begravningssång?) är ett musikalbum av det japanska rockbandet MUCC, släppt den 6 september 2002. Det är bandets andra fullängdsalbum och det första albumet att släppas av deras eget skivbolag, Shu, under Danger Crue Entertainment. Albumet innehåller två skivor, varav en bonus-CD med två låtar och en knappt 25 minuter lång inspelning med kommentarer av medlemmarna. Albumet sålde slut snabbt och en nyutgåva av albumet släpptes redan följande månad, utan bonusskiva men med musikvideon till "Zetsubou". Den 17 augusti 2004 släpptes en tredje upplaga, med båda skivorna och låten "Suisou", som tidigare bara släppts som singel, som sistaspår på den första. Tredjeupplagan var begränsad till 6900 exemplar.
Den 10 oktober 2005 släpptes en begränsad specialutgåva av albumet i Frankrike. Den innehöll förutom CD 1 en DVD med intervjuer, backstage- och liveklipp samt musikvideon "Zetsubou". Ett drygt halvår senare släpptes en standardutgåva av det tyska skivbolaget Gan-Shin, denna utgåva med "Sekai no Owari" och "Samidare" som bonusspår på CD:n, men utan DVD.

## Låtlista

### CD 1
Speltid: 1:08:06, 1:15:29 (tredje upplagan)
1. "Homura uta" (ホムラウタ, Begravningssång)
Musik: Miya
2. "Zetsubou" (絶望, Förtvivlan)
Text och musik: Miya
3. "Shiawase no Shuuchaku" (幸せの終着, Lyckans terminal)
Text: Tatsurou, Musik: Ishioka no Kin-san, Gin-san (Yukke och Miya)
4. "Kimi ni Sachi are" (君に幸あれ, Jag önskar dig all lycka)  – släppt på singel, se Fu wo tataeru uta
Text: Tatsurou, Musik: Miya
5. "Boku ga Hontou no Boku ni Taekirezu Tsukutta hontou no Boku" (僕が本当の僕に耐え切れず造った本当の僕, Jag stod inte ut med mitt verkliga jag, så jag skapade ett verkligt jag åt mig själv)
Text: Miya, Musik: Yukke
6. "Mama" (ママ, Mamma)
Text och musik: Tatsurou
7. "Kurayami ni Saku hana" (暗闇に咲く花, Blommorna som blomstrar i mörkret)
Text: Tatsurou, Musik: 2126 (Tatsurou och Miya)
8. "Uso de yugamu Shinzou" (嘘で歪む心臓, Hjärtan förvrängda av lögner)  – släppt på singel, se Aoban)
Text: Tatsurou, Musik: Yukke
9. "Oyoge! Taiyaki-kun" (およげ！たいやきくん, Simma på! Taiyaki-kun)
Text: Hiroo Takada, Musik: Juichi Sase
10. "Mae he" (前へ, Framåt)
Text: Tatsurou, Musik: Satochi
11. "Kokuen" (黒煙, Brandrök)
Text: Tatsurou, Musik: Miya
12. "Suimin" (スイミン, Sömn)  – släppt på singel, se Akaban
Text och musik: Miya
13. "Kaeranu hito" (帰らぬ人, Personen som inte kommer tillbaka)
Text och musik: Miya
14. "Zutazuta" (ズタズタ, Söndertrasad)
Text och musik: Miya

Endast på tredje upplagan: 15. "Suisou" (水槽, Akvarium)  – släppt som singel, se Suisou

### CD 2
Speltid: 29:55
1. "Sekai no Owari" (世界の終わり, Världens slut)
Text och musik: MUCC
2. "Yume no Machi" (夢の街, Drömmarnas stad)
Text: Tatsurou, musik: Miya
3. "Seisaku shuuryou comment (Ibaraki-ben)" (制作終了コメント(茨城弁), Avslutningskommentarer (Ibaraki-dialekt))